# Colisicostata scutellaris
Colisicostata scutellaris är en insektsart som beskrevs av Buckton. Colisicostata scutellaris ingår i släktet Colisicostata och familjen hornstritar. Inga underarter finns listade i Catalogue of Life.